# Leon Fraser

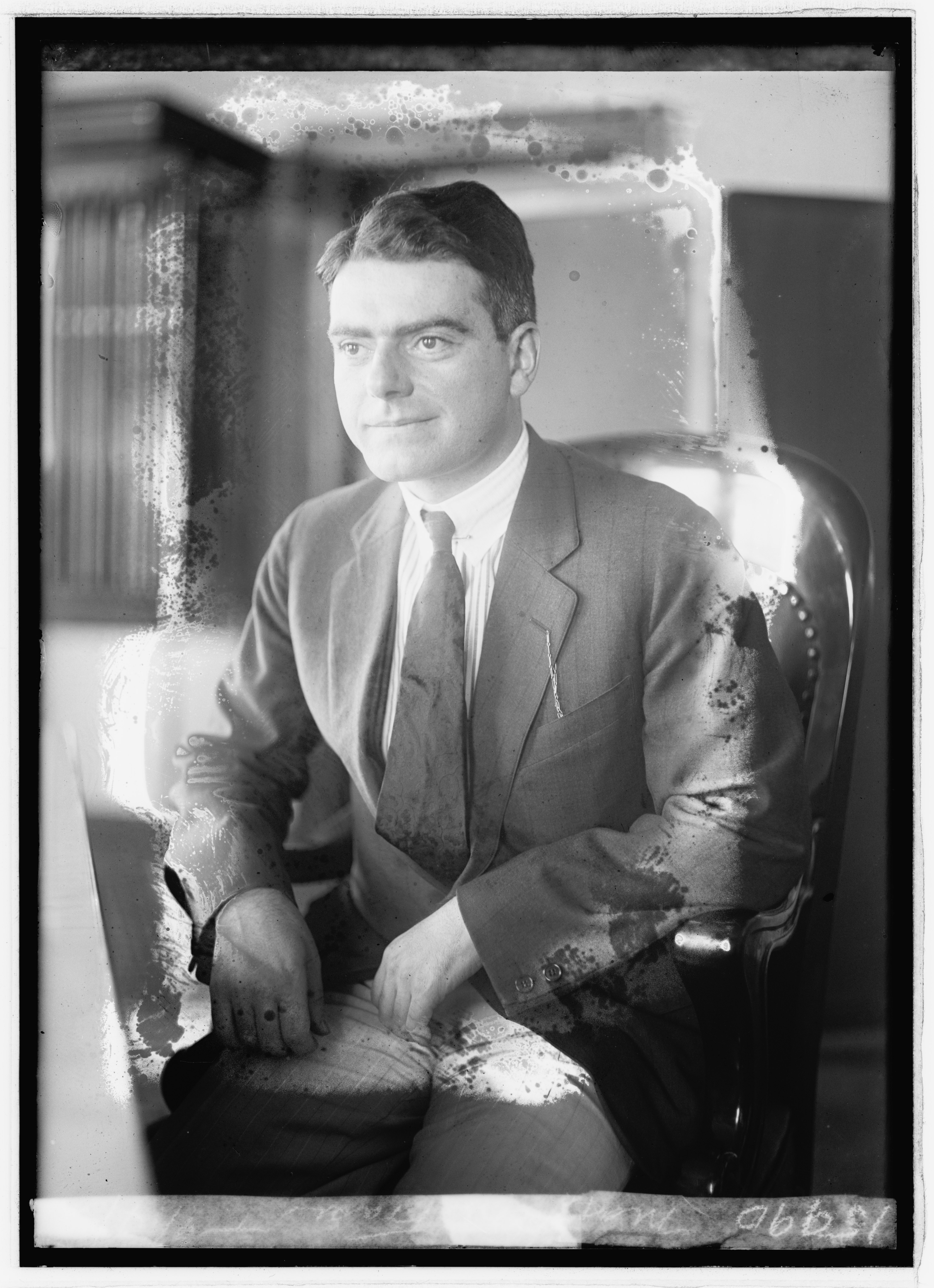

Leon Fraser (* 27. November 1889 in Boston; † 8. April 1945) war ein US-amerikanischer Manager.
Fraser studierte an der Columbia University und absolvierte die Law school der Colgate University. Nach einer Tätigkeit als Reporter für die New York World erhielt 1914 seine Zulassung als Anwalt. Den Ersten Weltkrieg verließ er im Rang eines Offiziers.
Von 1922 bis 1924 praktizierte er in Paris internationales Recht. Er war Berater für den Dawes-Plan und von 1924 bis 1927 Pariser Vertreter für die Reparationszahlungen.
1930 wurde er Stellvertreter von Gates White McGarrah als Präsident der neugegründeten Bank für Internationalen Zahlungsausgleich. Im Mai 1933 wurde er deren Präsident.
1937 wurde er Präsident der First National Bank of New York. Er war außerdem in leitenden Positionen tätig für General Electric, U.S. Steel und die Federal Reserve Bank of New York.
Im Hof seines Hauses in Granville schoss Fraser sich in den Kopf. Sein Abschiedsbrief verwies auf Depression. Er hinterließ einen Sohn.

## Werke
- The Reparation Settlement signed June 7, 1929, with Historical and Explanatory Introduction by Leon Fraser. In: Conciliation, International. Nr. 253. Carnegie Endowment, 1929.